# Cabaret Nar
Cabaret Nar is een cabaretgezelschap uit de jaren 1970, waarbij Nar staat voor "Nederlandse Artiesten Revue". 
Cabaret Nar werd opgericht na een doorstart van de twee leden uit de cabaretgroep Nar, namelijk Youp van 't Hek en Daan van Straaten, samen met Debby Petter, de toenmalige vriendin van Van 't Hek.
Cabaret Nar heeft daarna in wisselende samenstellingen acht programma's gemaakt. Een vaste factor is echter steeds Youp van 't Hek.

## Programma's
Nar:
- Your Youp for you (1973) (Leden: Youp van 't Hek, Pauline Arnold, Fred Breitenstein en Daan van Straaten)

Cabaret Nar:
- Meer geluk dan wijsheid (1973) (Leden: Youp van 't Hek, Debby Petter en Daan van Straaten)
- Gele ellebogen (1974) (Leden: Youp van 't Hek, Cilly Dartell en Daan van Straaten)
- Blaffende honden (1975) (Leden: Youp van 't Hek, Debby Petter en Daan van Straaten)
- Alles in Wonderland (1976) (Leden: Youp van 't Hek, Jan Kokken en Debby Petter)
- Romantiek met mayonaise (1977) (Leden: Youp van 't Hek, Jan Kokken en Ruth Walter)
- Geen vakantie voor Youp en Jan (1978) (Leden: Youp van 't Hek en Jan Kokken)
- Zat ik maar thuis met een goed boek (1979) (Leden: Youp van 't Hek, Hans van Gelder en Aletta de Nes)
- Zonder twijfel (1981) (Leden: Youp van 't Hek, Hans van Gelder en Aletta de Nes) in 1981 op LP uitgebracht.
- Man Vermist (1982) (Leden: Youp van 't Hek en Hans van Gelder)